# Firestar
Firestar (echte naam Angelica "Angel" Jones) is een fictieve superheldin uit de strips van Marvel Comics, hoewel ze haar debuut maakte in de animatieserie Spider-Man and His Amazing Friends. Ze is een mutant met de gave om magnetron straling te manipuleren, wat haar de gave geeft intense hitte en vlammen te genereren, en te vliegen.

## Biografie

### Spider-Man and His Amazing Friends
Firestar werd oorspronkelijk bedacht voor de serie Spider-Man and His Amazing Friends als vervanger voor de Human Torch, die vanwege de rechten op zijn personage niet gebruikt mocht worden in de serie. Kathy Garver deed Firestars stem in de serie. In de serie werd ze geïdentificeerd als een voormalig lid van de X-Men samen met Iceman, met wie ze in de film een relatie had, hoewel ze ook uitging met Peter Parker. In de serie was ze lid van de Spider-Friends. Qua uiterlijk leek ze sterk op Mary Jane Watson. Ze was in de serie een vast lid van het team de Spider-Friends.
Hoewel er ook een strip uitkwam over de animatieserie (die later bekend werd als Marvel Action Universe #1), waren noch de serie, noch deze strip onderdeel van de continuïteit in de Marvel Strips.

### The Hellions enFirestar
Later verscheen Firestar ook in de strips, te beginnen met Uncanny X-Men #193. Hoewel ze eerst een pion was van de vijanden van de X-Men, werd ze al snel een superheld. Vervolgens kreeg ze haar eigen miniserie waarin haar definitieve, wel op de Marvel strips aansluitende oorsprong werd onthuld. Het bleek dat Firestar als kind werd opgevoed door haar weduwe vader en grootmoeder. Ze werd gerekruteerd door Emma Frost, lid van de Hellfire Club, voor de Clubs groep van jonge mutanten genaamd de Hellions. Emma deed zich tegenover Firestar voor als een soort moederfiguur, maar had het plan om haar tot een huurmoordenaar te maken.
De miniserie toonde gebeurtenissen van zowel voor als na Firestars eerste verschijning in Uncanny X-Men. Ze ontdekte uiteindelijk Frosts ware plannen en viel haar aan, waarbij ze Frosts trainingscomplex vernietigde. Daarna keerde ze terug naar haar vader aangezien ze nog steeds minderjarig was. Ze behield echter de Firestar identiteit en kostuum die Emma haar had gegeven.
De miniserie onthulde ook dat Firestars krachten gebaseerd waren op magnetronstraling in plaats van vuurmanipulatie zoals haar tegenhanger uit de animatieserie had.
Nadat de meeste van de Hellions waren vermoord door de mutant Trevor Fitzroy, zocht Firestar een aantal voormalige Hellions op om hen te informeren over de dood van hun teamgenoten. Ze ging samen met Warpath en Cannonball naar Emma Frosts academie en verwijderde alle files over de Hellions’ bestaan.

### De New Warriors en de Avengers
Ondanks dat de miniserie probeerde Firestars personage meer diepte te geven, dreigde ze vergeten te worden. Dit veranderde toen ze een van de oprichters werd van de New Warriors.
Firestar kwam Spider-Man te hulp bij zijn gevecht tegen Carnage gedurende de "Maximum Carnage" verhaallijn, toen hij gedwongen was samen te werken met Venom, Black Cat en Morbius om Carnage te stoppen. Haar magentronstraling bleek het enige effectieve wapen tegen Carnage.
Firestar sloot zich later een tijdje aan bij de Avengers. Ook sloot ze vrede met Emma Frost, die inmiddels naar de X-Men was overgelopen.
Firestar is een van de weinige mutanten wier krachten nog intact zijn nadat Scarlet Witch bijna alle mutanten machteloos maakte.

## Krachten en vaardigheden
Firestar heeft de gave om magnetronstraling te absorberen, genereren en manipuleren. Ze kan deze stralen focussen op een specifiek doel, waardoor dit doelwit ontbrandt, smelt, of ontploft. Ze kan ook magnetronsignalen (zoals die van mobiele telefoons en afstandsbedieningen) voelen, en elektronica ontregelen met haar krachten.
Door de lucht rondom haar enorm te verhitten kan Firestar zichzelf omgeven met een aura van vlammen. Door haar magnetronstraalenergie naar beneden te focussen, kan ze vliegen met hoge snelheid.

## Trivia
- De makers van Spider-Man and His Amazing Friends wilden het team uit de serie eigenlijk laten bestaan uit Spider-Man, Iceman en de Human Torch. Omdat de Human Torch niet mocht worden gebruikt vanwege de rechten op zijn personage werd Firestar bedacht. Het feit dat zij een vervanging was van Human Torch maakt dat haar krachten zeer sterk lijken op die van Human Torch.
- De identiteit van Firestars moeder is nooit onthuld, en ze wordt ook nooit genoemd. Het is alleen bekend dat ze is overleden.